# D-D-Don't Don't Stop The Beat
D-D-Don't Don't Stop the Beat è il primo album in studio del duo pop danese Junior Senior. Originariamente pubblicato nel marzo 2002 in Danimarca,  un'edizione modificata divenne disponibile più avanti nell'anno per il resto dell'Europa continentale e nel 2003 l'album fu pubblicato sia nel Regno Unito che negli Stati Uniti. È più noto per la canzone Move Your Feet, il primo singolo di maggior successo della coppia. La pubblicazione negli Stati Uniti dell'album ha ricevuto la valutazione di Parental Advisory al momento della sua uscita.
L'album ha ricevuto recensioni positive dalla critica musicale al momento della pubblicazione. Basato su 18 recensioni, Metacritic ha calcolato un punteggio medio di 79 per DD-Don't Don't Stop the Beat. "Questo album di festa della band danese Junior Senior ha attirato l'attenzione in tutta Europa con il suo mix di garage rock, pop e disco".
Pitchfork ha inserito l'album al numero 36 nella sua lista dei 50 migliori album del 2003.

## Tracce
1. Go Junior, Go Senior – 2:56
2. Rhythm Bandits – 2:48
3. Move Your Feet – 3:01
4. Chicks And Dicks – 2:32
5. Shake Your Coconuts – 2:26
6. Boy Meets Girl – 3:46
7. C'mon – 3:11
8. Good Girl, Bad Boy – 2:37
9. Shake Me Baby – 3:12
10. Dynamite – 2:56
11. White Trash – 3:01